# Gugney
Gugney je francouzská obec v departementu Meurthe-et-Moselle v regionu Grand Est. V roce 2013 zde žilo 74 obyvatel.

## Poloha
Sousední obce jsou: Forcelles-sous-Gugney, Fraisnes-en-Saintois, Pulney, Saxon-Sion a They-sous-Vaudemont.

## Vývoj počtu obyvatel
Počet obyvatel